# 7 Up
7Up — лимонно-лаймовий безалкогольний газований напій, що не містить кофеїну. Права на поширення бренду збережені фірмами Dr.Pepper Snapple Group і PepsiCo.

## Історія
7UP створений Чарльзом Лейпером Грігом, який заснував власну фірму The Howdy Corporation в 1920 році.
Філіп Морріс купив 7UP в 1978 році і продав його в 1986 році групі фірм Hicks & Haas.
7UP об'єднаний з Dr. Pepper в 1988 році; Cadbury Schweppes купив спільну компанію в 1995 році.
Dr Pepper Snapple Group відокремилася від фірми Cadbury Schweppes в 2008 році.
В Україні 7UP поширюється фірмою PepsiCo.

## Логотип
Логотип 7UP є червоною краплею між «7» і «UP».
У 2008 році корпорація PepsiCo оголосила про проведення глобального ребрендингу. Згодом всі логотипи продукції, що випускаються (Pepsi, 7UP, Mountain Dew і ін.) Зазнали кардинальних змін.

Логотип 7Up в США.

У США використовується колишній логотип.

Логотип 7Up до 2008 року.